# Harmonices Mundi
Harmonices Mundi (in latino Le armonie del mondo, 1619) è un trattato di Keplero in cui egli discute alcune analogie fra l'armonia musicale, la congruenza nelle forme geometriche e i fenomeni fisici. L'ultima parte del libro contiene l'enunciazione della terza legge di Keplero sul moto dei  pianeti.
Il libro è suddiviso in cinque capitoli: il primo sui poligoni regolari, il secondo sulla congruenza di figure, il terzo sui temperamenti e sulle origini delle proporzioni armoniche in musica, il quarto sugli aspetti astrologici e l'armonia; il quinto sull'armonia dei moti dei pianeti e sulla risonanza orbitale.
Sin da Pitagora viene teorizzato il principio della musica delle sfere; Keplero, in questo libro, fondò questo concetto metafisico sulle leggi del moto planetario: secondo Keplero, la musica delle sfere è il mezzo che connette geometria (in particolare geometria sacra), cosmologia, astrologia, le armoniche e la musica.. Trovò, sorprendentemente, che la differenza fra la massima e la minima velocità angolare dei pianeti nella loro orbita approssima una proporzione armonica: la massima velocità angolare e la minima velocità angolare della Terra misurate dal Sole variano di un semitono (cioè sono in rapporto 16:15); come fra le note mi e fa. Venere invece varia di meno, avendo un rapporto fra queste velocità di 25:24. Keplero dà una ragione misticheggiante circa la variazione della velocità della Terra:
(Keplero, Harmonices Mundi, Cap. V)
Viste queste variazioni, Keplero deduce che raramente vi sarà una consonanza perfetta fra le musiche prodotte dalle sfere, tuttavia nota che per tutte le coppie di pianeti vicini eccetto una (la coppia Marte-Giove), i rapporti fra le rispettive velocità angolari approssimano intervalli musicali consonanti con un margine di errore minore di un semitono (un intervallo di 25:24). Dopo una lunga digressione astrologica, Keplero, analizzando questi rapporti giunge a formulare la terza legge sul moto planetario nel capitolo V.